# Alozaina
Alozaina è un comune spagnolo di 2 231 abitanti situato nella comunità autonoma dell'Andalusia.